# Zecchino d’Oro
Der Zecchino d’Oro [dzekˈkiːno ˈdɔːro] (zu deutsch in etwa ‚Goldmünze‘) ist ein im Jahre 1959 gegründetes internationales Kinder-Songfestival, das bis zum heutigen Tage jährlich in Bologna (Italien) stattfindet und in Rundfunk und Fernsehen übertragen wird.

## Entstehung
Die Lieder des Zecchino d’Oro, die die Liebe und den Frieden in der Familie und in der Welt fördern, werden von Kindern im Alter von vier bis elf Jahren vorgetragen. Unterstützt werden die jungen Solisten vom bekannten Piccolo Coro dell’Antoniano, der im Jahre 2003 zum offiziellen UNICEF-Botschafter des guten Willens erklärt wurde. Mittlerweile ist der Zecchino d’Oro fester Bestandteil der italienischen Tradition und ein Kulturgut von Generationen seit den 1960er Jahren geworden und wurde im Jahre 2008 von der UNESCO im Rahmen der Kultur des Friedens ausgezeichnet.
War die Teilnahme am Zecchino d’Oro anfänglich italienischen Kindern vorbehalten, nehmen seit 1976 Kinder aus allen Teilen der Welt teil und erweitern das musikalische und poetische Spektrum der Lieder. Sämtliche Einnahmen kommen internationalen, wohltätigen Projekten wie Schulen, Krankenhäusern etc. zugute – seit 1991 im Rahmen des Projekts Fiore della solidarietà (deutsch: ‚Blume der Solidarität‘). Organisiert und produziert wird der Zecchino d’Oro vom Institut des Antoniano dei Frati Minori aus Bologna, einer von Franziskaner-Mönchen gegründeten, gemeinnützigen Institution.
Der Zecchino d’Oro fördert die Schaffung von Kinderliedern durch das Engagement von meistens bekannten Autoren und Komponisten des Musikbusiness. Im Rahmen der Veranstaltung wird stets ausdrücklich darauf hingewiesen, dass das wettbewerbsmäßige Erringen der Preise (Zecchino d’Oro, Zecchino d’Argento, …) nicht den interpretierenden Kindern obliegt, sondern den Autoren und Komponisten. Diese Regel wird seit der ersten Veranstaltung im Jahre 1959 eingehalten.
Ein besonderer Fall war jedoch die damals siebenjährige Yumiko Ashikawa (芦川祐美子), die 1997 im Rahmen der 40. Veranstaltung des Zecchino d’Oro zugleich Autorin und Interpretin des Liedes La Pioggia (あめ) war.

## Deutschland auf Zecchino d’Oro
- Nozze nel bosco, 1976 (Ein Vogel wollte Hochzeit machen)
- Tinghelinghelin, 1983 (Tingelingeling, mein Banjo singt)
- Concerto nel prato, 1990 (Wiesenkonzert)
- Mami papi, 1993 (Kleine Leute)
- Vento colorino, 1997 (Mutter, Vater, Kind, Wau Wau)
- Un cuoricino in più, 1998 (Ein Schwesterlein)
- Il nostro festival, 2004 (Die Gaukler kommen)
- Pigiama party, 2009 (Party)